# Marspassage (Uranus)
Marspassage från Uranus benämns det som inträffar när planeten Mars passerar framför solen sett från Uranus.  Mars kan då ses som en liten svart skiva som långsamt rör sig över solens yta. 
Marspassager kan även ses från Jupiter, Saturnus och Neptunus.
Nästa Marspassage från Uranus kommer att ske den 13 november 2020. Den synodiska perioden för Mars och Uranus är 702,653 dygn.

## Tidtabell för Marspassager från Uranus[2]
Passagerna inträffar ofta i par med ett mellanrum i tid av knappt två år, beroende på hur planeternas omloppstider sammanfaller.
| Datum för passage |
| ----------------- |
| 13 december 2018  |
| 13 november 2020  |
| 26 juni 2059      |
| 1 juni 2061       |